# Guilherme Almeida Augusto
Guilherme Almeida Augusto (sinh ngày 29 tháng 1 năm 1993) là một cầu thủ bóng đá người Brasil.

## Sự nghiệp câu lạc bộ
Guilherme Almeida Augusto đã từng chơi cho Tokyo Verdy.